# 宮地藍
宮地 藍（みやじ あい、1994年6月12日 - ）は、日本の元AV女優。奈良県出身。マインズ（mine's） 所属。

## 人物・略歴
趣味や特技は、ピアノ、料理
チョコとブラックコーヒーが好き
2014年9月、プレステージ専属でAVデビュー。

## 作品

### イメージビデオ
- Ai 愛して！感じるBODY！！/宮地藍 DVD&BD版[1]

### アダルトビデオ
プレステージ専属
2014年
- 新・素人娘、お貸しします。 VOL.24(9月19日、プレステージ）
- 最高のセックス。 宮地藍(11月1日、プレステージ）
- 人生初・トランス状態 激イキ絶頂セックス 宮地藍	(12月2日、プレステージ）

LEO
- 魅惑のテクニックで連続射精＆射精後亀頭責めで男の潮吹きっ！！出過ぎちゃって困る！！コレが噂の（ヤレる）回春マッサージ(12月5日、LEO）

2015年
- 隣の綺麗なお姉さん 宮地藍(1月1日、プレステージ）
- 宮地藍がご奉仕しちゃう超最新やみつきエステ(2月3日、プレステージ）
- 天然成分由来 宮地藍汁120％(3月3日、プレステージ）
- 働くオンナ3 宮地藍 SPECIAL SP.06(4月1日、プレステージ）
- 従順ペット候補生（改 宮地藍(5月2日、プレステージ）
- 宮地藍ドッキリSP 専属女優・宮地藍を即ハメドッキリでイカせちゃいます!!＋未公開映像DVD付き(6月1日、プレステージ）
- 夫には言えない秘密の淫事 宮地藍(7月1日、プレステージ）

### WEB写真
- デジグラ
- LOVEPOP